# Paul Schröder (Politiker, 1887)

Paul Schröder

Paul Schröder (* 22. Januar 1887 in Lübz; † 23. Oktober 1930 in Wismar) war ein deutscher Jurist und Politiker.

## Leben und Beruf
Paul Schröder wurde im mecklenburgischen Lübz als Sohn eines Volksschullehrers geboren. Nach dem Abitur am Friedrich-Franz-Gymnasium (Parchim) studierte er ab dem Sommersemester 1905 Rechts- und Staatswissenschaften, ein Semester in München, zwei Semester in Berlin, vom vierten Semester an in Rostock. Schon in München gehörte er dem VDSt an. In Rostock gründete er, aus einer Reihe ebenfalls in Rostock studierender Mitglieder des VDSt, am 17. November 1906 den VDSt Rostock, der sich unter seiner Leitung schnell in der Studentenschaft durchsetzte. 1907 wurde Schröder erster Vorsitzender des Studentenausschusses an der Universität Rostock und damit der Leiter großer nationaler Kundgebungen der Rostocker Studentenschaft, u. a. einer großen Bismarckfeier im Juni 1907. Nach bestandenem Assessorexamen trat er 1913 in den Rechtsanwaltsberuf über und gründete eine Kanzlei in Wismar.
Er nahm als Kompanieführer eines Reserve-Infanterie-Regiments am Ersten Weltkrieg bis zum letzten Tag teil.
1918 nahm er seine Anwaltstätigkeit in Wismar wieder auf und entfaltete zugleich eine weitreichende und erfolgreiche politische Tätigkeit. Als Rechtsanwalt wurde er besonders durch den sogenannten Weinberg-Prozess in Rostock bekannt, bei dem er im Zuge seiner Prozessführung den Rücktritt des damaligen Justizministers von Mecklenburg-Schwerin erzwang.
1930 kam Schröder bei einem Autounfall ums Leben.

## Partei
Schröder war zunächst in der Deutschnationalen Volkspartei tätig; mit Begründung der Deutschvölkischen Freiheitspartei trat er zu ihr über und war dort für das wirtschaftspolitische Ressort zuständig.

## Abgeordneter
Schröder wurde im Mai 1924 als Abgeordneter der Nationalsozialistischen Freiheitspartei in den Reichstag gewählt, dem er bis 1928 angehörte. Er war wirtschaftspolitischer Sprecher seiner Fraktion.